# Alchemilla ophioreina
Alchemilla ophioreina är en rosväxtart som beskrevs av Sergei Vasilievich Juzepczuk. Alchemilla ophioreina ingår i släktet daggkåpor, och familjen rosväxter. Inga underarter finns listade i Catalogue of Life.